# Coclé (Coclé)
Coclé es un corregimiento del distrito de Penonomé en la provincia de Coclé, República de Panamá. La localidad tiene 4.100 habitantes (2010).